# Saint-Calais-du-Désert
 Saint-Calais-du-Désert  es una población y comuna francesa, en la región de Países del Loira, departamento de Mayenne, en el distrito de Mayenne y cantón de Couptrain.

## Demografía
| 447 | 399 | 341 | 315 | 314 | 318 |
| Para los censos de 1962 a 1999 la población legal corresponde a la población sin duplicidades (Fuente: INSEE [Consultar]) |     |     |     |     |     |